# (37914) 1998 FK94
1998 FK94 (asteroide 37914) é um asteroide da cintura principal. Possui uma excentricidade de 0.14944520 e uma inclinação de 13.99023º.
Este asteroide foi descoberto no dia 24 de março de 1998 por LINEAR em Socorro.